# Jean-Paul Villain
Jean-Paul Villain (Dieppe, 1º novembre 1946) è un ex siepista francese.

## Biografia
Nel 1971 vinse la gara dei 3000 siepi ai campionati europei e ai Giochi del Mediterraneo.
Partecipò a tre edizioni dei Giochi Olimpici: a Città del Messico 1968 concluse al nono posto dopo essere giunto primo nel proprio turno di qualificazione; a Monaco di Baviera 1972 giunse undicesimo, mentre a Montréal 1976 non riuscì a qualificarsi per la finale.

## Palmarès
| Anno | Manifestazione          | Sede              | Evento       | Risultato | Prestazione | Note |
| ---- | ----------------------- | ----------------- | ------------ | --------- | ----------- | ---- |
| 1968 | Giochi olimpici         | Città del Messico | 3000 m siepi | 9º        | 9'16"27     |      |
| 1971 | Campionati europei      | Helsinki          | 3000 m siepi | Oro       | 8'25"20     |      |
| 1971 | Giochi del Mediterraneo | Smirne            | 3000 m siepi | Oro       | 8'30"0      |      |
| 1972 | Giochi olimpici         | Monaco di Baviera | 3000 m siepi | 11º       | 8'46"72     |      |
| 1976 | Giochi olimpici         | Montréal          | 3000 m siepi | Batteria  | 8'35"03     |      |